# Georg Elser – Einer aus Deutschland
Pour plus de détails, voir Fiche technique et Distribution.
Georg Elser – Einer aus Deutschland (en français Georg Elser, un d'Allemagne) est un film allemand réalisé par Klaus Maria Brandauer sorti en 1989.
Il s'agit de l'adaptation du roman The Artisan de Stephen Sheppard par l'auteur lui-même sur Georg Elser, auteur d'un attentat manqué contre Adolf Hitler. Le film prend des libertés avec l'Histoire comme un adversaire fictif pour des raisons dramaturgiques et une relation d'Elser avec une serveuse du Bürgerbräukeller.

## Synopsis
Le film raconte l'histoire de Georg Elser. Elser est un horloger souabe et antifasciste. C'est un homme calme et introverti qui vit et travaille sans attirer l'attention. Son antifascisme ne s'exprime que par de petits gestes. Il refuse le salut hitlérien et est contre la guerre. Cependant, l'horloger construit une bombe afin de tuer Adolf Hitler. En novembre 1939, Hitler doit prononcer un discours au Bürgerbräukeller de Munich à l'occasion est l'anniversaire du putsch de la Brasserie en 1923. Elser veut mettre fin à la guerre qui vient de commencer. Il parvient à placer sa bombe près du pupitre. La bombe explose, mais Hitler est parti peu de temps avant et est épargné. Georg Elser est attrapé et envoyé au camp de concentration de Dachau, où il est assassiné en 1945.

## Fiche technique
- Titre : Georg Elser – Einer aus Deutschland
- Réalisation : Klaus Maria Brandauer
- Scénario : Stephen Sheppard
- Musique : Georges Delerue
- Direction artistique : Wolfgang Hundhammer
- Costumes : Barbara Baum
- Photographie : Lajos Koltai
- Son : Friedrich M. Dosch
- Montage : Dagmar Hirtz
- Production : Moritz Borman (de), Rainer Söhnlein
- Sociétés de production : Söhnlein & Bormann Filmproduktion, Mutoskop Film GmbH
- Société de distribution : Senator Film
- Pays d'origine :  Allemagne de l'Ouest
- Langue : anglais
- Format : Couleur - 1,85:1 - Mono - 35 mm
- Genre : Biographie
- Durée : 97 minutes
- Dates de sortie :
  -  Allemagne de l'Ouest : 19 octobre 1989.
  -  Portugal : 30 août 1991.

## Distribution
- Klaus Maria Brandauer : Georg Elser
- Rebecca Miller : Anneliese
- Brian Dennehy : Wagner
- Nigel Le Vaillant (en) : Mayer
- Maggie O'Neill : Berta
- Roger Ashton-Griffiths : Wachmann
- Hans-Michael Rehberg : Brechtl
- Dietrich Hollinderbäumer : Seiffert
- Marthe Keller : Mme Wagner
- Elisabeth Orth : Mme Gruber
- Hans Stetter (de) : Woywode
- Vadim Glowna : Kaufmann
- Robert Easton : Hecht
- Ralf Richter : SA-Führer

## Récompenses
Les producteurs reçoivent le Bayerischer Filmpreis en 1989. En 1990, le film a le Deutscher Filmpreis en or dans les catégories meilleur acteur (Brandauer) et meilleur montage. La même année, le film a le Gilde-Filmpreis en argent.

## Source de la traduction
- (de) Cet article est partiellement ou en totalité issu de l’article de Wikipédia en allemand intitulé « Georg Elser – Einer aus Deutschland » (voir la liste des auteurs).